# Đại tướng Trung Hoa Dân Quốc
Đại tướng Trung Hoa Dân quốc, tên chính thức là Trung Hoa Dân quốc Nhất cấp Thượng tướng (chữ Hán: 中華民國一級上將), là cấp bậc quân sự cao cấp nhất của Trung Hoa Dân quốc kể từ năm 2000. Đây là một trong 2 cấp bậc quân sự chung thân của Trung Hoa Dân quốc, không xét niên hạn xuất ngũ, trừ trường hợp từ chức.

## Lịch sử

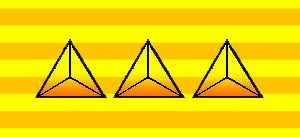
Cấp hiệu Nhất cấp thượng tướng và Thượng tướng (1935-1947)

Cấp bậc này được đặt ra từ tháng 3 năm 1935. Ban đầu cấp hiệu cấp bậc Nhất cấp Thượng tướng và Thượng tướng giống nhau, đều dùng 3 tam giác vàng đính trên tiết đeo cổ áo. Từ năm 1947, cấp hiệu Nhất cấp Thượng tướng được cải giống như cấp hiệu quân đội Mỹ, dùng 4 ngôi sao bạc như cấp hiệu Đại tướng Hoa Kỳ. Danh xưng Nhất cấp Thượng tướng dùng chung cho tất cả mọi quân chủng.
Trong suốt thời kỳ Đại lục, có 11 quân nhân được phong cấp Đại tướng (5 người khác được truy phong), trừ Hà Ứng Khâm và Trần Thành thuộc phe cánh của Đặc cấp Thượng tướng Tưởng Giới Thạch, còn lại đều xuất thân là quân phiệt địa phương.

## Danh sách
Dước đây là danh sách các quân nhân từng giữ cấp bậc Đại tướng Trung Hoa Dân quốc xếp theo thức tự thời gian phong cấp.
| STT | Tên họ                                  | Quân chủng | Hình ảnh | Năm thụ phong | Chức vụ cao nhất |
| --- | --------------------------------------- | ---------- | -------- | ------------- | --- |
| 1   | Diêm Tích Sơn (閻錫山)                  | Lục quân   |          | 1935          | Phó Ủy viên trưởng Quốc dân chính phủ Quân sự Ủy viên hội, Tư lệnh Đệ nhị chiến khu, Viện trưởng Hành chánh viện                                                                           |
| 2   | Phùng Ngọc Tường (馮玉祥)               | Lục quân   |          | 1935          | Phó Ủy viên trưởng Quốc dân chính phủ Quân sự Ủy viên hội, Phó Viện trưởng Hành chánh viện, kiêm Bộ trưởng Quân chính                                                                      |
| 3   | Trương Học Lương (張學良)               | Lục quân   |          | 1935          | Tư lệnh Quân Biên phòng Đông Bắc, kiêm Phó Tổng Tư lệnh Lục Hải Không quân, Phó Tư lệnh Tiễu phỉ Tây Bắc                                                                                   |
| 4   | Hà Ứng Khâm (何應欽)                    | Lục quân   |          | 1935          | Tổng tham mưu trưởng Quốc dân chính phủ Quân sự Ủy viên hội, kiêm Bộ trưởng Quân chính, Tổng tham mưu trưởng kiêm Tổng Tư lệnh Lục quân, Bộ trưởng Quốc phòng, Viện trưởng Hành chánh viện |
| 5   | Lý Tông Nhân (李宗仁)                   | Lục quân   |          | 1935          | Tư lệnh Đệ ngũ chiến khu, Chủ nhiệm Hành doanh Bắc Bình Quốc dân chính phủ Quân sự Ủy viên hội, Phó Tổng thống, quyền Tổng thống                                                           |
| 6   | Chu Bồi Đức (朱培德)                    | Lục quân   |          | 1935          | Tổng tham mưu trưởng Quốc dân chính phủ Quân sự Ủy viên hội, Tổng giám Tổng bộ Huấn luyện quân sự                                                                                          |
| 7   | Đường Sinh Trí (唐生智)                 | Lục quân   |          | 1935          | Tổng chỉ huy tiền phương Quốc dân cách mệnh quân, kiêm Quân trưởng Đệ bát quân Quốc dân cách mệnh quân, Tổng Tư lệnh Đệ tứ phương diện quân, Viện trưởng Quân sự Tham nghị viện            |
| 8   | Trần Tế Đường (陳濟棠)                  | Lục quân   |          | 1935          | Thường vụ Ủy viên Quốc dân chính phủ Quân sự Ủy viên hội, Tổng Tư lệnh Tập đoàn quân số 1                                                                                                  |
| 9   | Trần Thiệu Khoan (陳紹寬)               | Hải quân   |          | 1935          | Thứ trưởng Hải quân Quốc dân chính phủ, Bộ trưởng Hải quân, Tổng Tư lệnh Hải quân |
| 10  | Lưu Tương (劉湘) (truy phong)           | Lục quân   |          | 1938          | Tư lệnh Đệ thất chiến khu, kiêm đệ Tổng Tư lệnh Tập đoàn quân số 23 |
| 11  | Tào Côn (曹錕) (truy phong)             | Lục quân   |          | 1938          | Đại Tổng thống Trung Hoa Dân quốc, Kinh lược sứ 4 tỉnh Xuyên Việt Tương Cam |
| 12  | Trình Tiềm (程潛)                       | Lục quân   |          | 1939          | Tổng tham mưu trưởng Quốc dân chính phủ Quân sự Ủy viên hội, Tư lệnh Đệ nhất chiến khu. Sau 1949, gia nhập Trung Quốc, là Tỉnh trưởng Chính phủ Nhân dân tỉnh Hồ Nam.                      |
| 13  | Ngô Bội Phu (吳佩孚) (truy phong)       | Lục quân   |          | 1939          | Tổng trưởng Lục quân Trung Hoa Dân quốc, Tuần duyệt sứ Trực Lỗ Dự |
| 14  | Tống Triết Nguyên (宋哲元) (truy phong) | Lục quân   |          | 1940          | Tổng Tư lệnh Tập đoàn quân số 1, Tư lệnh Đệ nhất chiến khu |
| 15  | Trần Điều Nguyên (陳調元) (truy phong)  | Lục quân   |          | 1944          | Viện trưởng Quân sự Tham nghị viện |
| 16  | Bạch Sùng Hy (白崇禧)                   | Lục quân   |          | 1945          | Bộ trưởng Quốc phòng, Tổng Tư lệnh Tiễu phỉ Hoa Trung, Trưởng quan Quân chính Hoa Trung |
| 17  | Trần Thành (陳誠)                       | Lục quân   |          | 1947          | Tổng tham mưu trưởng Bộ Quốc phòng, Phó Tổng tài Trung Quốc Quốc dân Đảng, Viện trưởng Hành chánh viện, Phó tổng thống                                                                     |
| 18  | Lưu Vịnh Nghiêu (劉詠堯)                | Lục quân   |          | 1950          | Thứ trưởng Bộ Quốc phòng, quyền Bộ trưởng, Cố vấn chiến lược Phủ Tổng thống |
| 19  | Chu Chí Nhu (周至柔)                    | Không quân |          | 1951          | Tổng Tư lệnh Không quân, Tổng tham mưu trưởng |
| 20  | Từ Vĩnh Xương (徐永昌)                  | Lục quân   |          | 1952          | Hiệu trưởng Đại học Lục quân, Bộ trưởng Quốc phòng |
| 21  | Tiết Nhạc (薛岳)                        | Lục quân   |          | 1952          | Tư lệnh Đệ cửu chiến khu, Tham mưu trưởng Phủ Tổng thống, Chủ tịch Chính phủ tỉnh Quảng Đông, kiêm Tư lệnh phòng vệ Khu hành chính đặc biệt Hải Nam                                        |
| 22  | Cố Chúc Đồng (顧祝同)                   | Lục quân   |          | 1954          | Tổng Tư lệnh Lục quân, Tổng tham mưu trưởng kiêm quyền Bộ trưởng Quốc phòng |
| 23  | Quế Vĩnh Thanh (桂永清) (truy phong)    | Hải quân   |          | 1954          | Tổng Tư lệnh Hải quân, Tổng tham mưu trưởng |
| 24  | Vương Thúc Minh (王叔銘)                | Không quân |          | 1958          | Tổng Tư lệnh Không quân, Tổng tham mưu trưởng |
| 25  | Bành Mạnh Tập (彭孟緝)                  | Lục quân   |          | 1959          | Tổng Tư lệnh Lục quân, Tổng tham mưu trưởng |
| 26  | Trịnh Giới Dân (鄭介民) (truy phong)    | Lục quân   |          | 1959          | Phó Tổng tham mưu trưởng, Cục trưởng Quốc gia an toàn cục |
| 27  | Hoàng Kiệt (黃杰)                       | Lục quân   |          | 1960          | Chủ tịch Chính phủ tỉnh Đài Loan, Bộ trưởng Quốc phòng |
| 28  | Hoàng Trấn Cầu (黃鎮球)                 | Lục quân   |          | 1962          | Tổng Tư lệnh Hậu cần liên hợp, Tham mưu trưởng Phủ Tổng thống, Tổng Tư lệnh phòng vệ Đài Bắc                                                                                               |
| 29  | Hồ Tông Nam (胡宗南) (truy phong)       | Lục quân   |          | 1962          | Phó trưởng quan Quân chính Tây Nam kiêm Tham mưu trưởng, Tư lệnh phòng vệ Bành Hồ |
| 30  | Chu Thiệu Lương (朱紹良) (truy phong)   | Lục quân   |          | 1964          | Tư lệnh Đệ bát chiến khu, kiêm Tổng Tư lệnh biên khu Thiểm Cam Ninh |
| 31  | Dư Hán Mưu (余漢謀)                     | Lục quân   |          | 1965          | Tổng Tư lệnh Lục quân |
| 32  | Lê Ngọc Tỷ (黎玉璽)                     | Hải quân   |          | 1966          | Tổng Tư lệnh Hải quân, Tổng tham mưu trưởng |
| 33  | Cao Khôi Nguyên (高魁元)                | Lục quân   |          | 1968          | Tổng tham mưu trưởng, Bộ trưởng Quốc phòng |
| 34  | Lưu Ngọc Chương (劉玉章)                | Lục quân   |          | 1970          | Tổng Tư lệnh Cảnh bị Đài Loan, kiêm Tư lệnh quân quản Đài Loan |
| 35  | Lưu An Kỳ (劉安祺)                      | Lục quân   |          | 1970          | Tư lệnh phòng vệ Kim Môn, Tổng Tư lệnh Lục quân |
| 36  | Lại Danh Thang (賴名湯)                 | Không quân |          | 1970          | Tổng tham mưu trưởng |
| 37  | Hồ Liên (胡璉)                          | Lục quân   |          | 1972          | Tư lệnh phòng vệ Kim Môn, Phó Tổng Tư lệnh Lục quân |
| 38  | Trần Đại Khánh (陳大慶) (truy phong)    | Lục quân   |          | 1973          | Tổng Tư lệnh Lục quân, Bộ trưởng Quốc phòng |
| 39  | Tưởng Đỉnh Văn (蔣鼎文) (truy phong)    | Lục quân   |          | 1974          | Tư lệnh Đệ nhất chiến khu |
| 40  | Tống Trường Chí (宋長志)                | Hải quân   |          | 1976          | Bộ trưởng Quốc phòng |
| 41  | Hác Bách Thôn (郝柏村)                  | Lục quân   |          | 1981          | Tổng Tư lệnh Lục quân, Tổng tham mưu trưởng, Bộ trưởng Quốc phòng, Viện trưởng Hành chính. Năm 1990, xin giải ngũ.                                                                         |
| 42  | Trần Sân Linh (陳燊齡)                  | Không quân |          | 1989          | Tổng Tư lệnh Không quân, Tổng tham mưu trưởng |
| 43  | Lưu Hòa Khiêm (劉和謙)                  | Hải quân   |          | 1991          | Tổng Tư lệnh Hải quân, Tổng tham mưu trưởng |
| 44  | La Bổn Lập (羅本立)                     | Lục quân   |          | 1995          | Tổng Tư lệnh Tổng bộ Hậu cần liên hợp, Tổng tham mưu trưởng. Năm 2005, xin giải ngũ. |
| 45  | Đường Phi (唐飛)                        | Không quân |          | 1998          | Tổng Tư lệnh Không quân, Tổng tham mưu trưởng, Bộ trưởng Quốc phòng, Viện trưởng Hành chính. Năm 2000, xin giải ngũ.                                                                       |
| 46  | Thang Diệu Minh (湯曜明)                | Lục quân   |          | 1999          | Tổng Tư lệnh Lục quân, Tổng tham mưu trưởng, Bộ trưởng Quốc phòng |
| 47  | Lý Kiệt (李傑)                          | Hải quân   |          | 2002          | Tổng Tư lệnh Hải quân, Tổng tham mưu trưởng, Bộ trưởng Quốc phòng |
| 48  | Lý Thiên Vũ (李天羽)                    | Không quân |          | 2004          | Tổng Tư lệnh Không quân, Tổng tham mưu trưởng, Bộ trưởng Quốc phòng |
| 49  | Hoắc Thủ Nghiệp (霍守業)                | Lục quân   |          | 2007          | Tổng Tư lệnh Lục quân, Tổng tham mưu trưởng |
| 50  | Lâm Trấn Di (林鎮夷)                    | Hải quân   |          | 2009          | Tổng Tư lệnh Hải quân, Tổng tham mưu trưởng |
| 51  | Thẩm Nhất Minh (沈一鳴) (truy phong)    | Không quân |          | 2020          | Tổng tham mưu trưởng, được truy phong sau sự cố rơi trực thăng Hắc Ưng |